# 동아제르바이잔주

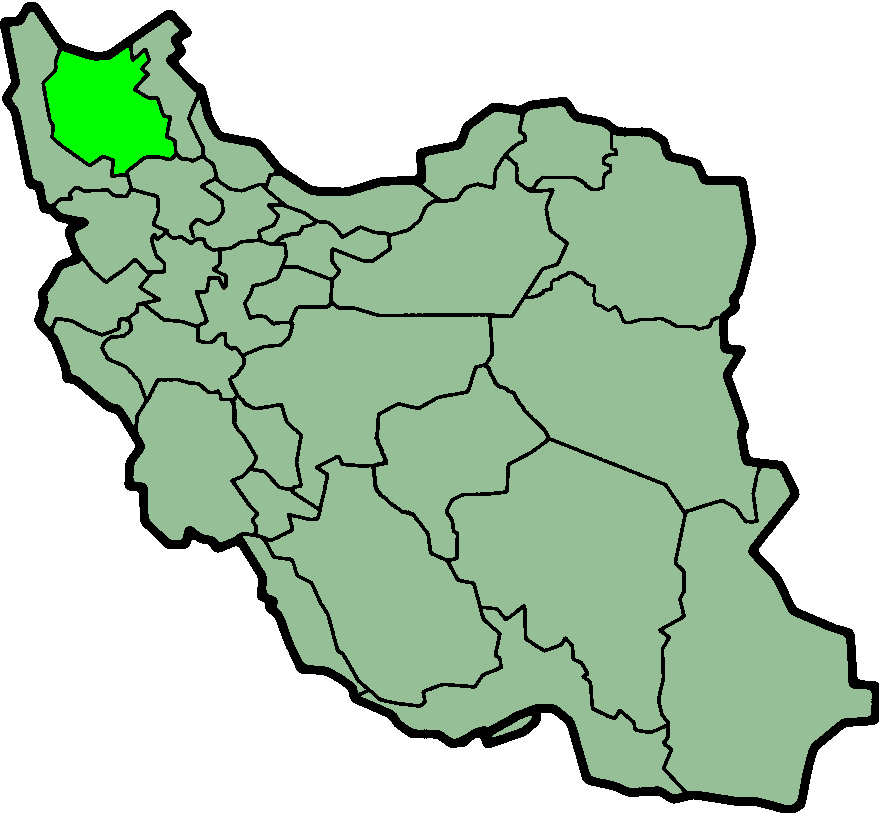
동아제르바이잔주

동아제르바이잔주(페르시아어: آذربایجان شرقی, 아제르바이잔어: شرقی آذربایجان/Şərqi Azərbaycan)는 이란의 주이다. 면적은 45,650km2, 인구는 350만 183명, 인구 밀도는 76.7km3이다. 주도는 타브리즈.

## 명칭
"아자르바이잔에샤르키주"에서 "에샤르키"(페르시아어: شرقی)는 페르시아어로 "동쪽"이라는 뜻을 갖고 있다. 그러므로 아자르바이잔에샤르키주는 "동(東) 아제르바이잔 주"가 된다.

## 위치
북쪽에는 아제르바이잔, 서쪽에는 우르미야호, 동쪽에는 아르다빌주, 남쪽에는 서아제르바이잔주와 잔잔주와 접하고 있다.

## 민족구성
이 곳에는 대다수가 이란에서 2번째로 많은 아제리인이 산다.
| 연도 | 인구      | ±%    |
| ---- | --------- | ----- |
| 2006 | 3,603,456 | —     |
| 2011 | 3,724,620 | +3.4% |
| 2016 | 3,909,652 | +5.0% |

Religion in East Azerbaijan Province (2016)